# Miroslav Kadlec
Miroslav Kadlec (* 22. června 1964 Uherské Hradiště) je bývalý český fotbalista, reprezentant Československa a České republiky, držitel stříbrné medaile z mistrovství Evropy roku 1996, účastník mistrovství světa v Itálii roku 1990, dvojnásobný mistr Německa (1991, 1998), vítěz německého poháru z roku 1996. Jeho syn Michal Kadlec se stal rovněž fotbalovým reprezentantem a stejně jako otec odešel z české ligy do německé Bundesligy.
Miroslav Kadlec hrával v obraně nejčastěji na postu libera, jenž je v současném moderním pojetí hry spíše anachronismem. Vynikal skvělou poziční hrou, vyvážel míče z obrany a přesnými pasy podporoval útok. Navíc měl excelentní kopací techniku pravou nohou, dokázal z trestných kopů přesně mířit do rohů soupeřovy brány. Většinu svých gólů dal právě ze standardních situací. Také mu vyhovovalo, že mohl občast vyběhnout a přečíslit soupeřovu záložní řadu.
V roce 2001 zvítězil v české anketě Fotbalista roku v kategorii Osobnost ligy. V roce 2024 vstoupil do Síně slávy českého fotbalu. 

## Klubová kariéra

### Začátky v československé lize
V československé lize hrál za dva kluby: TJ Vítkovice a RH Cheb, kde plnil povinnost vojenské služby. Právě vojna v Chebu ho tak připravila o titul československého mistra, který v sezóně 1985/1986 Vítkovice získaly (ve Vítkovicích začal hrát ligové zápasy v roce 1983).

### 1. FC Kaiserslautern
Po mistrovství světa v Itálii odešel v roce 1990 do Německa, kde hrál 8 let za 1. FC Kaiserslautern. Dvakrát s mužstvem vyhrál německý titul, premiérový hned ve své první sezóně 1990/1991 a druhý v sezóně 1997/1998 po návratu klubu z druhé německé ligy (což se do té doby v Německu nepodařilo žádnému jinému klubu).
Jednou vyhrál s klubem také německý pohár DFB-Pokal. V Německu začal kopat trestné kopy. Předcházel tomu hned první zápas proti Eintrachtu Frankfurt, jenž v dresu Kaiserslauternu odehrál. V tomto zápase byl nařízen přímý kop a nikdo z Kadlecových spoluhráčů se neměl k jeho zahrání. Miroslav to vzal na sebe, postavil se k míči a trefil přesně do rohu brány. Tímto začala jeho „kariéra“ v zahrávání trestných kopů. Fanoušci si jej často žádali k provedení kopu. Angažmá v Kaiserslauternu bylo po fotbalové stránce bezchybné.

### Petra Drnovice
Poté se vrátil v roce 1998 domů za rodinou, která již rok byla v České republice. Vracel se do již samostatné české ligy, měl nabídku ze Sparty Praha, ale dal přednost Drnovicím, neboť byly blízko domovu. Zde odehrál 3 sezóny, které byly podařené. V sezóně 1999/2000 skončil klub v ligové tabulce na 3. místě za pražskými celky Spartou a Slavií, což mu zaručilo účast v Poháru UEFA v další sezóně. V předkole porazila Petra Drnovice s Kadlecem v sestavě dvakrát klub z Bosny a Hercegoviny FK Budućnost Banovići (3:0 a 1:0) a poté se střetla v prvním kole s německým klubem TSV 1860 Mnichov, se kterým po výsledcích 0:0 doma a 0:1 venku vypadla z pohárové soutěže. Miroslav Kadlec přiznává, že měl po návratu z Německa problém s motivací, byl zvyklý na vysokou návštěvnost na stadionech, na vesnický klub Drnovice chodilo diváků nepoměrně méně. I angažmá v Drnovicích však bylo úspěšné.

### FC Zbrojovka Brno
Do klubu z moravské metropole jej přivábil nový trenér Karel Večeřa. Tým hrál předtím o záchranu a zkušený Miroslav Kadlec měl být jedním z těch, kteří by měli mužstvo stabilizovat. To se podařilo, Brno skončilo v sezóně 2001/2002 ve středu ligové tabulky na osmé příčce a Miroslav se rozhodl ukončit svou pestrou fotbalovou kariéru. Další 4 roky pak pokračoval ve vedení brněnského klubu. Celkem odehrál za celou kariéru 528 ligových zápasů , v nichž se mu podařilo vsítit 43 gólů.

## Reprezentace
V reprezentaci odehrál Miroslav Kadlec celkově 64 utkání, z toho 38 v dresu federálního Československa a 26 za samostatnou Českou republiku. Dal dva reprezentační góly (v kvalifikačních utkáních s Běloruskem a Belgií).
Bilance Miroslava Kadlece:
- za Československo: 38 zápasů, 19 výher, 10 remíz, 9 proher, 1 vstřelený gól.
- za Českou republiku: 26 zápasů, 13 výher, 6 remíz, 7 proher, 1 vstřelený gól.

### Mistrovství světa 1990
Na MS 1990 v Itálii odehrál Miroslav Kadlec všech pět kompletních zápasů, které zde československé mužstvo absolvovalo. V základní skupině to byla utkání s USA (výhra 5:1), Rakouskem (výhra 1:0) a Itálií (prohra 0:2). V osmifinále vítězství nad Kostarikou 4:1 a ve čtvrtfinále přišla prohra s pozdějším vítězem světového šampionátu Německem 0:1.

### Euro 1996
Na Euru 1996 v Anglii odehrál všechny zápasy svého družstva vyjma utkání s Ruskem, kde chyběl pro trest za dvě žluté karty z předchozích duelů. V základní skupině byl u úvodní prohry s favoritem turnaje Německem 0:2 (žlutá karta v 56. minutě). Ve druhém vítězném zápase s Itálií (2:1) viděl žlutou kartu již ve 14. minutě.
Následovalo památné čtvrtfinále s Portugalskem, které rozhodl svým gólovým obloučkem Karel Poborský a v semifinále se český tým utkal s Francií. Byl to právě Kadlec, kdo dal rozhodující pokutový kop v závěrečném penaltovém rozstřelu a zajistil tak českému týmu postup do finále proti Německu. S Německem pak česká reprezentace finále prohrála 1:2 zlatým gólem Olivera Bierhoffa.

### Reprezentační góly a zápasy
Gól Miroslava Kadlece za reprezentační A-mužstvo Československa 
| Gól | Datum      | Stadion        | Soupeř | Skóre (min.) | Výsledek | Soutěž                 | Gól         |
| --- | ---------- | -------------- | ------ | ------------ | -------- | ---------------------- | ----------- |
| 010 | 2. 9. 1992 | Strahov, Praha | Belgie | 01:1 0(77.)  | 1:2      | kvalifikace na MS 1994 | trestný kop |

Gól Miroslava Kadlece za reprezentační A-mužstvo České republiky 
| Gól | Datum       | Stadion         | Soupeř    | Skóre (min.) | Výsledek | Soutěž                   | Gól         |
| --- | ----------- | --------------- | --------- | ------------ | -------- | ------------------------ | ----------- |
| 010 | 29. 3. 1995 | Bazaly, Ostrava | Bělorusko | 01:0 0(5.)   | 4:2      | kvalifikace na Euro 1996 | trestný kop |

| Rok    | Zápasy | Góly |
| ------ | ------ | ---- |
| 1987   | 2      | 0    |
| 1988   | 6      | 0    |
| 1989   | 8      | 0    |
| 1990   | 12     | 0    |
| 1991   | 2      | 0    |
| 1992   | 4      | 1    |
| 1993   | 4      | 0    |
| Celkem | 38     | 1    |

| Rok    | Zápasy | Góly |
| ------ | ------ | ---- |
| 1994   | 4      | 0    |
| 1995   | 7      | 1    |
| 1996   | 11     | 0    |
| 1997   | 4      | 0    |
| Celkem | 26     | 1    |

## Úspěchy

### Klubové

#### 1. FC Kaiserslautern
- 2× vítěz německé fotbalové Bundesligy (1990/1991, 1997/1998)
- 1× vítěz německého poháru DFB-Pokal (1995/1996)

### Reprezentační
- 1× účast na MS (1990 – čtvrtfinále)
- 1× účast na ME (1996 – 2. místo)

### Individuální
- 1× vyhlášen Osobností české ligy (2001) [2]